# Dysschema eurocilia
Dysschema eurocilia är en fjärilsart som beskrevs av Pieter Cramer 1777. Dysschema eurocilia ingår i släktet Dysschema och familjen björnspinnare. Inga underarter finns listade i Catalogue of Life.

## Bildgalleri

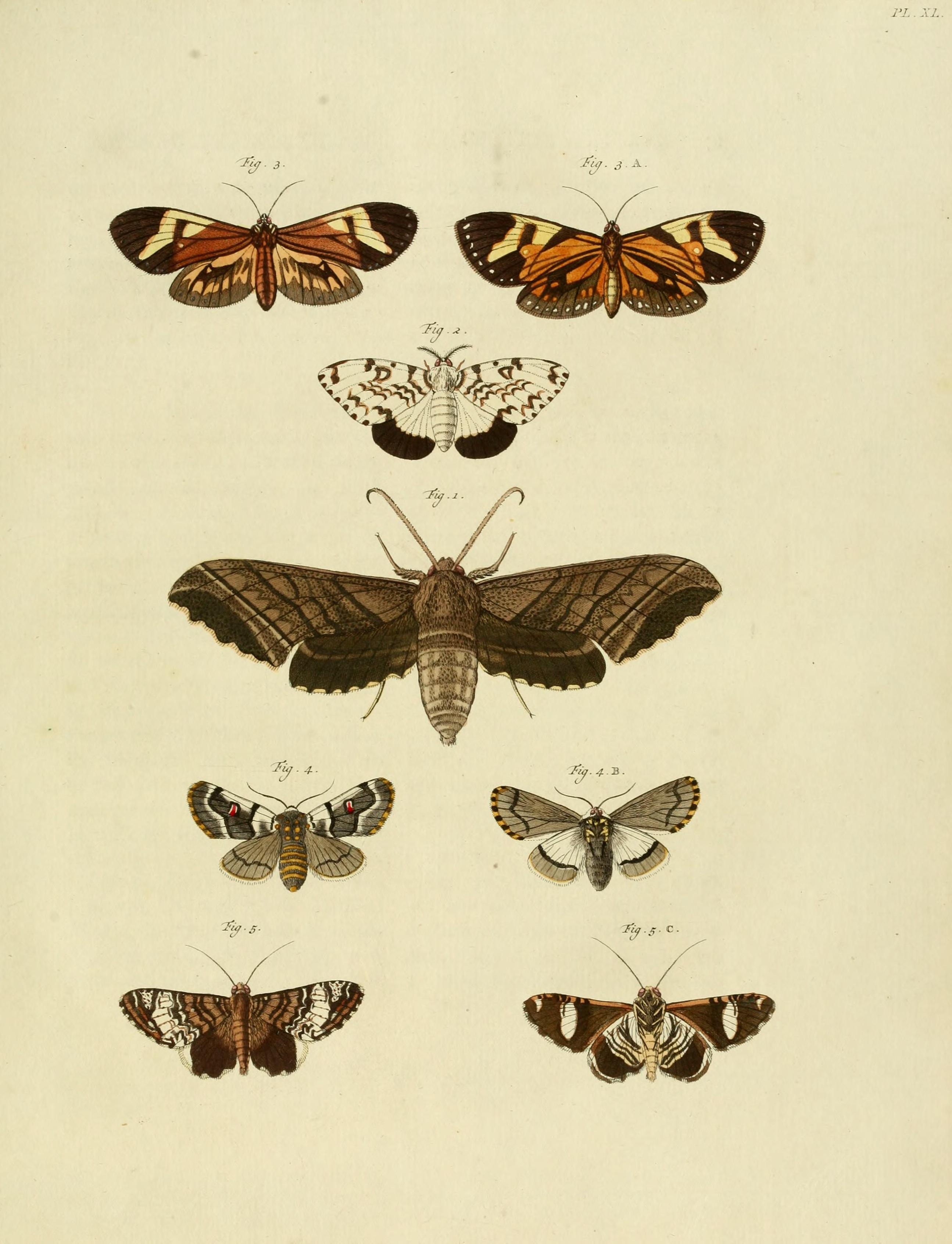
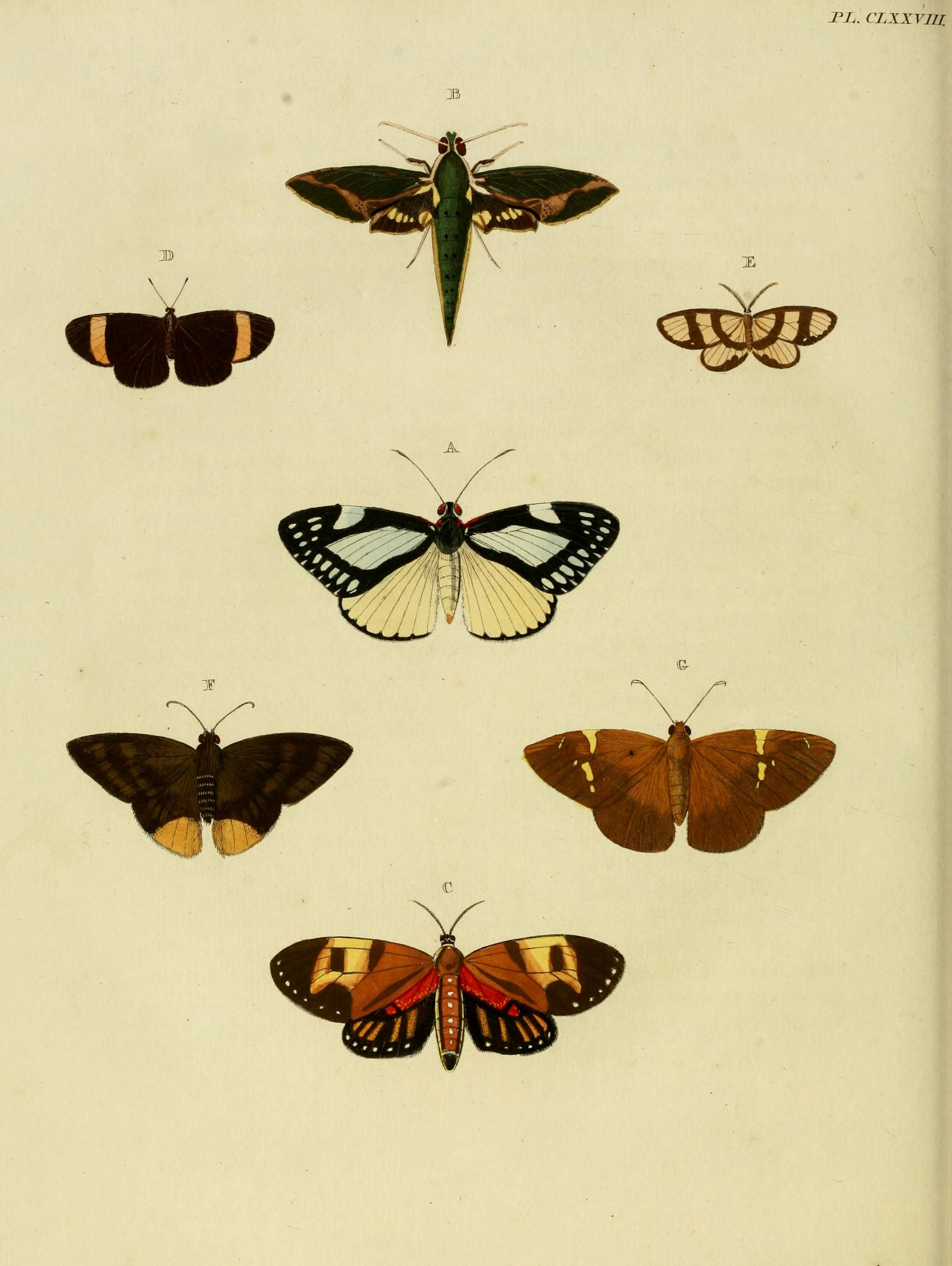